# Xã Perry, Quận Columbiana, Ohio
Xã Perry (tiếng Anh: Perry Township) là một xã thuộc quận Columbiana, tiểu bang Ohio, Hoa Kỳ. Năm 2010, dân số của xã này là 16.850 người.